# مصطفى مكولو
مصطفى مكولو (من مواليد 26 سبتمبر 1946) هو سياسي تنزاني من حزب الثورة وعضو في البرلمان عن دائرة كيلوسا 2005-2015. مكولو هو خريج جامعة لندن بدرجة ماجستير في إدارة الأعمال وكان نائب وزير المالية.